# Catabola
Catabola (auch Katabola) ist eine Kleinstadt in Angola, im Südwesten Afrikas. Bis zur Unabhängigkeit des Landes von Portugal im Jahr 1975 trug der Ort den portugiesischen Namen Nova Sintra.

## Verwaltung
Catabola ist Sitz eines gleichnamigen Landkreises (Município) in der Provinz Bié. Der Kreis hat 155.000 Einwohner (Schätzung 2013) auf einer Fläche von 3028 km².
Folgende Gemeinden (Comunas) liegen im Kreis Catabola:
- Caiuera
- Catabola
- Chipeta
- Chiuca
- Sande

## Bildung
Die Kreisverwaltung beschäftigt 568 Lehrer, die in 227 Schulen mit 658 Klassenräumen insgesamt 60.000 Schüler unterrichten (Stand: Lehrjahr 2014). Ein Teil dieser Lehrer wurden in einem zweieinhalbjährigen Studium an der Pädagogischen Schule ADPP (Ajuda de Desenvolvimento de Povo para Povo, dt.: Entwicklungshilfe von Volk zu Volk) ausgebildet, einem Projekt einer norwegischen Nichtregierungsorganisation. Da das angolanische Universitätssystem mit Hochschulen in allen Provinzen noch im Aufbau ist, ist diese Maßnahme ein wirkungsvoller Beitrag zur weiter zügigen Verbesserung der Bildungssituation im Kreis Catabola und in Angola allgemein.
Für die Vorschulen, Grundschulen und weiterführenden Schulen im Kreis wurde von der Kommunalverwaltung 2012 ein Renovierungs- und Instandsetzungsprogramm durchgeführt.

## Wirtschaft
Der Kreis erlebt, wie auch der Rest des Landes, eine Zeit des relativen Aufschwungs seit dem Ende des Angolanischen Bürgerkriegs (1975–2002) und dem zunehmenden Wiederaufbau in Angola. So wurde beispielsweise 2009 die erste Fahrschule in Catabola seit dem Ende der Portugiesischen Kolonialverwaltung 1975 eröffnet.
Der Kreis Catabola ist bis heute landwirtschaftlich geprägt. Die Beschaffenheit der Böden lässt weitgehend nur Subsistenzwirtschaft zu. Bedeutendste Anbauprodukte sind Mais, Bohnen und die verschiedensten Gemüsesorten. Auch Flussfischerei und die Jagd werden von der Bevölkerung zur Selbstversorgung betrieben. Die Kreisverwaltung hat 2012 die Unterstützung der landwirtschaftlichen Produktion durch Kleinbauern und Kooperativen in besonderen Programmen begonnen. So werden mechanische Geräte und Brachland zur Bearbeitung zur Verfügung gestellt. Nach Forderungen aus der Bauernschaft werden nun zudem auch Ochsengespanne angeschafft, damit die traditionellen Geräte eingesetzt werden können.
In der Gemeinde Chipeta existiert eine Fabrik zur Produktion von Mauerziegeln und Dachziegeln. Der vormals bedeutendste Arbeitgeber im Kreis war eine industrielle Reisschälanlage, die jedoch seit längerer Zeit stillsteht und verfällt. Eine erneute Inbetriebnahme durch mögliche Investoren wird von kommunaler Seite angestrebt, jedoch sind noch keine konkreten Anbahnungen bekannt geworden.
Als ein wesentliches Hindernis für Investitionen gelten die desolaten Straßenverbindungen. Die geplanten Neubauten und Asphaltierungen im Kreisgebiet sind nach der internationalen Finanzkrise aufgeschoben worden und sollen in naher Zukunft realisiert werden.